# Abakový květ
Abakový květ je přízdoba hlavice korintského sloupu nebo i jiného stavebního řádu ve tvaru květu. Bývá umísťována do středu stran abakové desky.